# Hawkins (Schiff)
Die Hawkins, auch HMS Hawkins (Kennung: 8A / 86 / I86 / D86), war ein Schwerer Kreuzer der gleichnamigen Klasse der britischen Marine, der von 1919 bis 1945 in Dienst stand.

## Geschichte
Die Hawkins, benannt nach Admiral Sir John Hawkins, einem der Anführer der Flotte, die 1588 die spanische Armada besiegte, war das einzige Schiff ihres Namens, das in der Royal Navy diente. Das Schiff wurde im Dezember 1915 in Auftrag gegeben, am 3. Juni 1916 in Chatham, auf Kiel gelegt, am 1. Oktober 1917 vom Stapel gelassen und am 23. Juli 1919 fertiggestellt. Im September 1920 wurde die Hawkins zum Flaggschiff des 5. leichten Kreuzergeschwaders auf der China-Station ernannt und blieb in dieser Rolle für die nächsten acht Jahre. Am 12. November 1928 kehrte sie nach Chatham zurück, um sich einer Überholung zu unterziehen, bei der die vier kohlebefeuerten Kessel entfernt und die verbleibenden acht ölbefeuerten Kessel modifiziert wurden, um den Verlust der anderen Kessel teilweise auszugleichen. Die Turbinen des Schiffes waren nun auf 55.000 shp (41.000 kW) ausgelegt, um eine Geschwindigkeit von 29,5 Knoten (54,6 km/h) zu erreichen. Der kohlebefeuerte Kesselraum wurde in einen Öltank umgewandelt, wodurch sich die Bunkerkapazität auf 2.642 t erhöhte und die Reichweite um 20 % stieg. Die 76-mm-Fla-Geschütze wurden durch eine gleiche Anzahl von 102-mm-Mk-V-Flak ersetzt, die von einem Mk-I-HACS-Feuerleitrechner gesteuert wurden. Somit war das Schiff nun mit dem 381-mm-Entfernungsmesser im HACS und drei 305-mm-Entfernungsmessern ausgestattet.
Die Hawkins wurde am 31. Dezember 1929 wieder in Dienst gestellt und wurde zum Flaggschiff des 2. Kreuzergeschwaders der Atlantikflotte, bis sie am 5. Mai 1930 in die Reserve versetzt wurde. Im September 1932 wurde das Schiff erneut in Dienst gestellt und zum Flaggschiff des 4. Kreuzergeschwaders auf der Ostindien-Station ernannt, aber im April 1935 wieder in die Reserve versetzt. Aufgrund der Bestimmungen des Londoner Flottenvertrags musste die Hawkins  zwischen 1937 und 1938 demilitarisiert werden, wobei alle 190-mm-Geschütze und die Überwasser-Torpedorohre entfernt wurden. Im September des letztgenannten Jahres wurde die Hawkins zum Kadettenausbildungsschiff.

### Zweiter Weltkrieg

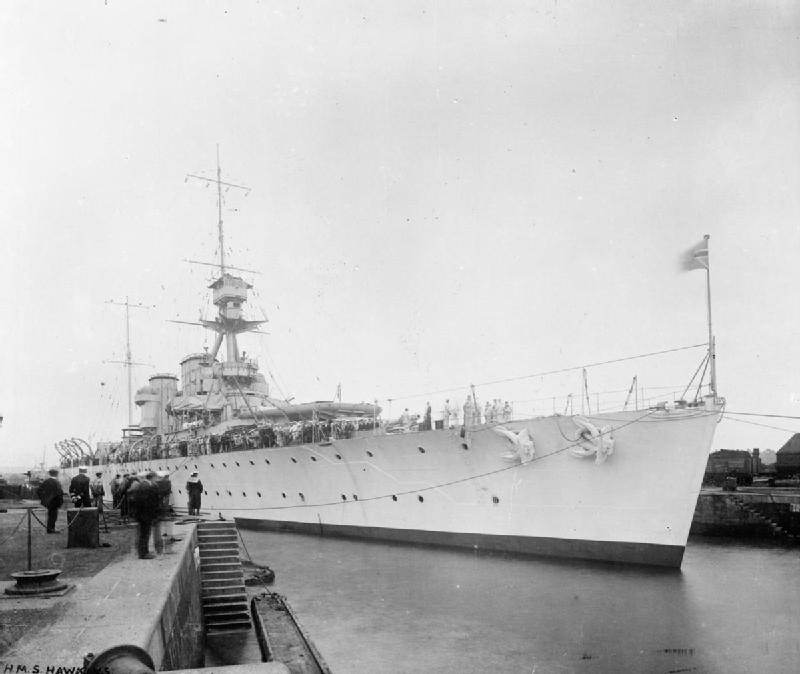
Die Hawkins am Kai festgemacht

Mit Beginn des Zweiten Weltkriegs im September 1939, wurden die zuvor entfernten Kanonen und Torpedorohre wieder installiert und ihre Flugabwehr wurde durch vier Zweipfünderkanonen verstärkt. Im Januar 1940 wurde das Schiff als schwerer Kreuzer wieder in Dienst gestellt und der Südamerika-Abteilung der Nordamerica und West indies Station zugeteilt. Die meiste Zeit des nächsten Jahres patrouillierte sie vor der südamerikanischen Küste auf der Suche nach deutschen Hilfskreuzern.
Im Januar 1941 begann Hawkins mit der Eskortierung von Konvois vor der westafrikanischen Küste und rettete am 3. Januar neun Überlebende des Öltankers British Premier, der vor Freetown von dem deutschen U-Boot U-65 torpediert worden war. Im darauffolgenden Monat eskortierte sie den Flugzeugträger Formidable auf seinem Weg vor die ostafrikanische Küste in Richtung Suezkanal. Unterwegs bombardierten die Flugzeuge des Flugzeugträgers am 2. Februar den Hafen von Mogadischu in italienisch-Somaliland. Kurz darauf wurde die Hawkins der Force T zugeteilt, die gebildet worden war, um die britische Invasion dort zu unterstützen. Am 10. und 12. Februar kaperte die Hawkins fünf italienische Handelsschiffe mit insgesamt 28.055 Bruttoregistertonnen (BRT), die versucht hatten, aus Kismaayo zu entkommen, darunter die SS Adria. Zehn Tage später schloss sich der Kreuzer kurzzeitig der Eskorte von WS-5BX vor Mombasa, Britisch-Kenia, an, wurde aber am 22. Februar bei einer erfolglosen Suche nach dem deutschen Schweren Kreuzer Admiral Scheer abkommandiert, nachdem dieser von einem britischen Flugzeug gesichtet worden war.
Die Hawkins blieb im Indischen Ozean, wo sie Konvois eskortierte und nach Hilfskreuzern der Achsenmächte suchte, bis sie am 4. Dezember nach Großbritannien zurückkehrte, wo sie in  Devonport überholt wurde. Ihre leichte Flugabwehr wurde durch den Einbau von zwei Vierfach-Zweipfünder-Lafetten und den Austausch von zwei Zweipfünder-Einzellafetten gegen sieben einzelne 20-mm-Oerlikon-Flugabwehrkanonen erheblich verstärkt. Außerdem wurden ein Frühwarnradar Typ 281, ein Oberflächensuchradar Typ 273 und ein Flugabwehrradar Typ 285 auf den Dächern der neu installierten 102-mm-Feuerleitrechner angebracht.
Im Mai 1942 waren die Reparaturen abgeschlossen, und die Hawkins kehrte in den Indischen Ozean zurück, wo sie der Eastern Fleet zugeteilt wurde. Sie nahm ihre Aufgaben als Konvoi-Eskorte wieder auf und patrouillierte in den nächsten zwei Jahren auf der Suche nach Handelsschiffen der Achsenmächte weiter. Während einer dieser Geleitmissionen wurde das Truppenschiff SS Khedive Ismail am 12. Februar 1944 von dem japanischen U-Boot I-27 torpediert, das dabei schwere Verluste erlitt. Später im selben Jahr kehrte die Hawkins nach Hause zurück, um an der Landung in der Normandie teilzunehmen. Ursprünglich dem 1. Kreuzergeschwader der Home Fleet zugeteilt, wurde sie zur Western Task Force Gunfire Support Bombardment Force U abkommandiert, um die amerikanischen Truppen bei der Landung in Utah Beach zu unterstützen. Am 6. Juni beschoss das Schiff die Küstenartilleriestellungen in Grandcamp-Maisy und Saint-Martin-de-Varreville mit einiger Wirkung.
Im darauffolgenden Monat wurde das Schiff ausgemustert und zum Umbau in ein Ausbildungsschiff nach Rosyth in Schottland gebracht. Die Marine nutzte die Zeit in der Werft und rüstete ihre Flugabwehrbewaffnung auf, indem sie vom 8. bis 23. August ihre Vierfach-Zweipfünder-Lafetten gegen Achtfach-Lafetten austauschte und ein Paar Oerlikon Flak-Geschütze anbrachte. Die Umrüstung wurde im Mai 1945 abgebrochen und die Hawkins in die Reserve versetzt. Im Mai 1947 wurde sie für Zielversuche eingesetzt, um die Wirksamkeit von 500-Pfund- (230 kg) und 1.000-Pfund-Bomben (450 kg) zu testen. Dabei wurde sie von Avro-Lincoln-Bombern der Royal Air Force aus einer Höhe von 5.500 m vor Spithead bombardiert. In 27 Tagen wurden insgesamt 616 Bomben abgeworfen, aber nur 29 trafen den Kreuzer, von denen 13 nicht detonierten. Die Hawkins wurde am 26. August 1947 an die British Iron & Steel Corporation übergeben und im Dezember desselben Jahres in Dalmuir, Schottland, abgewrackt.